# Marco Dulca
Marco Dulca, né le 11 mai 1999 à Pohang en Corée du Sud, est un footballeur roumain évoluant au poste de milieu défensif au NK Celje.
Il est le fils de Cristian Dulca, ancien arrière droit ayant évolué majoritairement dans le championnat roumain durant sa carrière.

## Biographie

### Enfance et formation
Voyant que Swansea City ne lui offre aucune perspective d'avenir, Marco Dulca est prêt à écouter des offres venant d'autres clubs. Mihai Rotaru, propriétaire de l'Universitatea Craiova est intéressé par le joueur afin de l'associer à Alexandru Cicâldău au milieu de terrain.
Après avoir reçu plusieurs offres venant de Roumanie mais aussi d'Europe, Marco Dulca décide finalement de s'engager avec le Viitorul Constanța. Il déclare plus tard dans une interview avoir choisi le Viitorul Constanța car c'est une équipe qui donne une chance aux jeunes, chose qu'il lui avait manqué à Swansea.

### En club

#### FC Viitorul Constanța (2019-2021)
Le 2 juillet 2019, le Viitorul Constanța annonce l'arrivée de Marco Dulca de manière libre, puisqu'il était en fin de contrat avec Swansea City. Il signe un contrat qui le lie trois ans avec le Viitorul.
Le 28 juillet 2019, il joue son premier match professionnel lors de la troisième journée de Liga I 2019-2020 face au FC Hermannstadt. Il rentre en jeu à la 73e minute en remplaçant Andreias Calcan, le Viitorul Constanța remporte finalement la victoire 3 à 2.
Il finit la saison 2019-2020 sur un bilan de 15 matchs joués, il passe quasiment l'entièreté de la saison sur le banc des remplaçants (il n'a joué que trois matchs en tant que titulaire sur ses quinze joués). Le Viitorul Constanța finit septième de saison régulière (signifiant une qualification pour le groupe de relégation) et finit premier du groupe de relégation.

#### Prêt puis transfert au Chindia Târgoviște (2020-2022)
Le 30 août 2020, le Viitorul Constanța annonce sur son site officiel que trois de ses joueurs (Marco Dulca, Tiberiu Căpuşă et Paul Iacob) partent en prêt, pour une durée d'une saison, au Chindia Târgoviște (club ayant évité la relégation lors de la saison 2019-2020 de Liga I).
Il marque son premier but professionnel le 19 décembre 2020, lors de la quinzième journée de Liga I 2020-2021 face à l'Argeș Pitești. La rencontre se termine sur un score nul de 2 à 2.

#### Passage éphémère au FCSB (2022-2023)
Le milieu de terrain ne dispute que 13 matchs sous les couleurs du FCSB, mais indésirable au club, il le quitte en janvier 2023,tout en précisant qu'il ne regrette pas son choix, et qu'il le referait.

#### Retour au Chindia Târgoviște (depuis 2023)
D'abord pressenti pour partir à l'étranger, il retourne finalement dans son ancien club, seule possibilité pour lui afin de pouvoir rejouer, le règlement roumain interdisant aux joueurs de cumuler plus de trois clubs.
Pour son retour, il est titularisé contre le FC Arges, qui finit sur un match nul 1-1.

## Statistiques

### Statistiques en club
| Saison                | Club                      | Championnat           | Championnat | Championnat | Coupe(s) nationale(s) | Coupe(s) nationale(s) | Compétition(s) continentale(s) | Compétition(s) continentale(s) | Compétition(s) continentale(s) | Total | Total |
| Saison                | Club                      | Division              | M.          | B.          | M.                    | B.                    | Comp.                          | M.                             | B.                             | M.    | B.    |
| 2019-2020             | Viitorul Constanța        | Liga I                | 14          | 0           | 1                     | 0                     | C3                             | -                              | -                              | 15    | 0     |
| Sous-total            | Sous-total                | Sous-total            | 14          | 0           | 1                     | 0                     | -                              | 0                              | 0                              | 15    | 0     |
| 2020-2021             | Chindia Târgoviște (prêt) | Liga I                | 31          | 2           | 2                     | 0                     | -                              | -                              | -                              | 33    | 2     |
| 2021-2022             | Chindia Târgoviște        | Liga I                | 35          | 2           | 2                     | 0                     | -                              | -                              | -                              | 37    | 2     |
| 2022-2023             | Chindia Târgoviște        | Liga I                | 19          | 0           | -                     | -                     | -                              | -                              | -                              | 19    | 0     |
| Sous-total            | Sous-total                | Sous-total            | 85          | 4           | 4                     | 0                     | -                              | 0                              | 0                              | 89    | 4     |
| 2022-2023             | FCSB                      | Liga I                | 5           | 0           | 3                     | 0                     | C4                             | 5                              | 0                              | 13    | 0     |
| Sous-total            | Sous-total                | Sous-total            | 5           | 0           | 3                     | 0                     | -                              | 5                              | 0                              | 13    | 0     |
| 2023-2024             | NK Celje                  | Prva Liga             | 21          | 0           | 1                     | 0                     | C4                             | -                              | -                              | 22    | 0     |
| 2024-2025             | NK Celje                  | Prva Liga             | 17          | 0           | 3                     | 1                     | C1+C3+C4                       | 2+2+9                          | 0+0+0                          | 33    | 1     |
| Sous-total            | Sous-total                | Sous-total            | 38          | 0           | 4                     | 1                     | -                              | 13                             | 0                              | 55    | 1     |
| Total sur la carrière | Total sur la carrière     | Total sur la carrière | 142         | 4           | 12                    | 1                     | -                              | 18                             | 0                              | 172   | 5     |

## Palmarès

### En club

#### NK Celje
- Champion de Slovénie en 2024
- Vainqueur de la Coupe de Slovénie en 2025